# Zbigniew Kulesza
Zbigniew Kulesza, ps. „Młot”, „Grawicz”, „Oleśnicki” (ur. 11 lipca 1917 w Długosiodle, zm. 16 września 2003) – polski żołnierz, uczestnik konspiracji narodowej w okresie II wojny światowej i pierwszych latach powojennych na Mazowszu i Kurpiowszczyźnie.

## Życiorys
W wojnie obronnej 1939 walczył w 33 pułku piechoty w ramach SGO „Narew”, następnie był członkiem konspiracyjnej organizacji „Wilki”. Od 1944 był członkiem Narodowych Sił Zbrojnych, kierował wydziałem propagandy Okręgu Białystok, w stopniu podporucznika, następnie porucznika, wydawał czasopismo „Głos znad Narwi”. W 1945 został członkiem Narodowego Zjednoczenia Wojskowego, kierował „kurpiowskim” Obwodem NZW na pograniczu powiatów łomżyńskiego i ostrołeckiego. W grudniu 1945 został wysłany do powiatu ostrołęckiego, gdzie objął funkcję komendanta Komendy Powiatowej NZW w Ostrołęce „Orawa”. Został wówczas awansowany do stopnia kapitana. Intensywnie prowadził działalność konspiracyjną także w okolicach Makowa Mazowieckiego, Przasnysza, Ciechanowa, częściowo Pułtuska, Mławy i Sierpca, a także dawnego pogranicza pruskiego – Pisza, Białej Piskiej i Olsztyna. Doprowadził do powstania nowej jednostki organizacyjnej NZW – Inspektoratu „Orawa”, przekształconego następnie w Okręg XVI „Mazowsze”. W czerwcu 1946 został pierwszym komendantem tego Okręgu i dowodził nim do ujawnienia się w wyniku amnestii w kwietniu 1947. Dowodził zakończoną powodzeniem wspólną akcją 4 oddziałów podziemia w Krasnem (13 września 1946). Przed ujawnieniem wyjechał na Śląsk. Został aresztowany w listopadzie 1947 i skazany na karę dożywotniego pozbawienia wolności. W 1949 roku osadzony został w Rawiczu. Od sierpnia 1951 do początku 1952 więziony w Warszawie, następnie ponownie w Rawiczu, a od 1953 we Wronkach. Został zwolniony 19 grudnia 1956.
W 1992 został odznaczony Krzyżem Narodowego Czynu Zbrojnego.
Opublikowano jego zbeletryzowane wspomnienia „Śledztwo wyklętych” (1995), „Resocjalizacja wyklętych” (2004).
Jego postać została przedstawiona w filmie „Historia Roja”.